# Herm (Landes)
Herm település Franciaországban, Landes megyében. Lakosainak száma 1189 fő (2022. január 1.). Herm Castets, Gourbera, Magescq, Saint-Paul-lès-Dax és Taller községekkel határos.

## Népesség
A település népességének változása:
| Lakosok száma | 674  | 617  | 694  | 968  | 1094 | 1132 | 1129 | 1150 | 1158 | 1189 |
|               | 1968 | 1982 | 1990 | 2006 | 2013 | 2015 | 2017 | 2019 | 2020 | 2022 |